# ATP World Tour Finals 2016
ATP World Tour Finals 2016, známý také jako Turnaj mistrů 2016 či se jménem sponzora Barclays ATP World Tour Finals 2016, představoval závěrečný tenisový turnaj mužské profesionální sezóny 2016 pro osm nejvýše postavených mužů ve dvouhře a osm nejlepších párů ve čtyřhře na žebříčku ATP (Emirates ATP Rankings) v pondělním vydání po skončení posledního turnaje okruhu ATP World Tour před Turnajem mistrů, pokud se podle pravidel účastníci nekvalifikovali jiným způsobem.
Odehrával se ve dnech 13. až 20. listopadu 2016, poosmé v britském hlavním městě Londýnu. Dějištěm konání byla multifunkční O2 Arena, v níž byly instalovány dvorce s tvrdým povrchem. Celkové odměny činily 7 500 000 amerických dolarů, což znamenalo meziroční nárůst o půl miliónu dolarů. Hlavním sponzorem se stala společnost Barclays.
Čtyřnásobným obhájcem titulu ve dvouhře byl druhý hráč světa Novak Djoković, který se na turnaj kvalifikoval již v červenci. Ve čtyřhře titul obhajoval pár složený z Nizozemce Jeana-Juliena Rojera a rumunského tenisty Horiay Tecăua, kteří se však na turnaj nedokázali kvalifikovat.
Z premiérového triumfu ve dvouhře na závěrečném podniku sezóny se radoval domácí tenista Andy Murray, jenž tak přerušil čtyřleté kralování Djokoviće, jenž poprvé na Turnaji Mistrů prohrál ve finálovém utkání. Svou sérii vítězných zápasů prodloužil na 24 utkání a poprvé v kariéře také zakončil sezónu jako světová jednička. Svůj první společný start v mužské čtyřhře na tomto turnaji proměnili ve vítězství Henri Kontinen z Finska a Australan John Peers, kteří v průběhu podniku neprohráli jediný zápas a svou neporazitelnost si ve své první společné sezóně prodloužili na 10 utkání.

## Turnaj

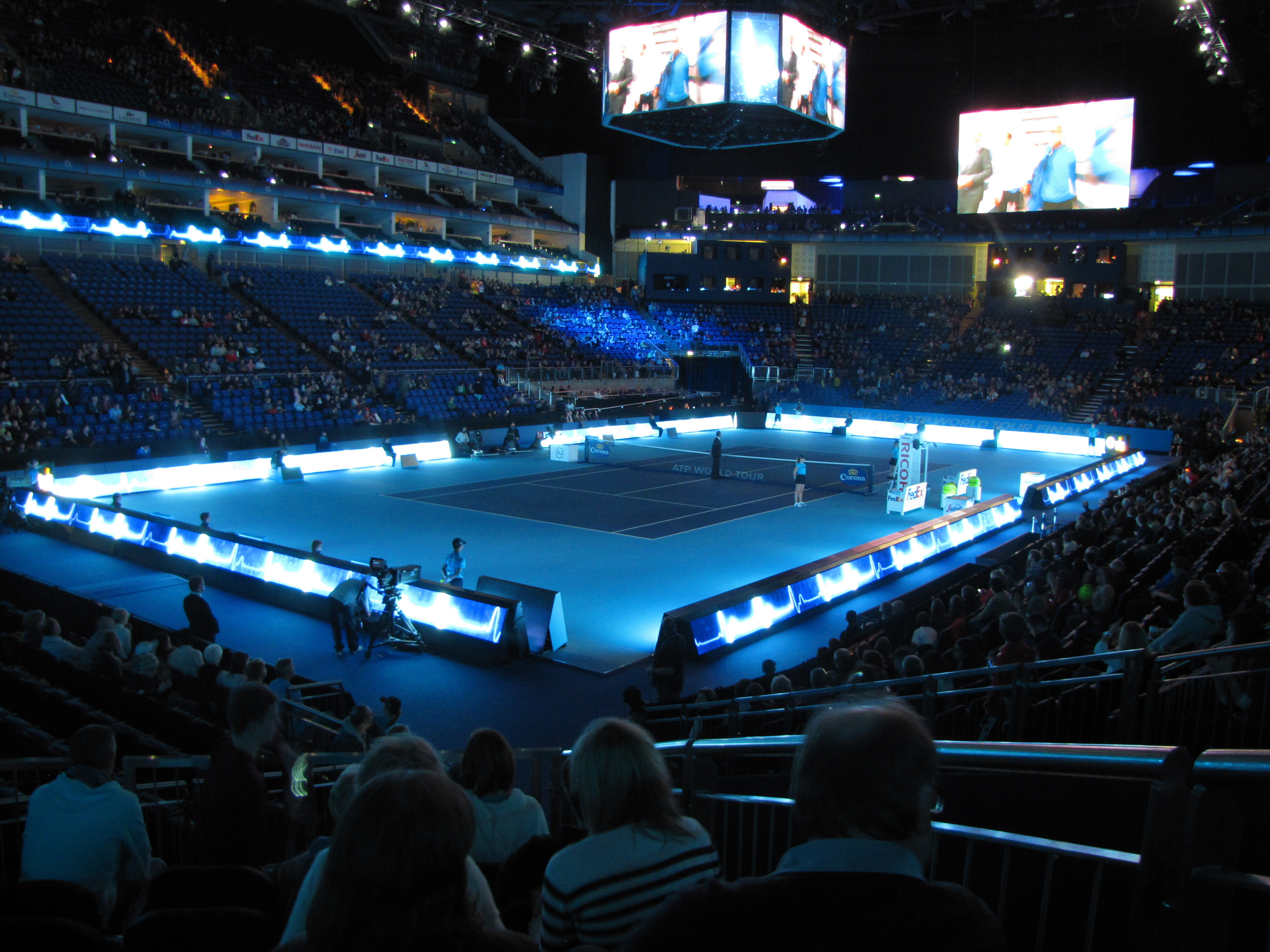
Tenisový dvorec v O_{2} aréně

Londýnská O2 Arena hostila mezi 13. až 20. listopadem 2016 čtyřicátý sedmý ročník turnaje mistrů ve dvouhře a čtyřicátý druhý ve čtyřhře. Událost organizovala Asociace tenisových profesionálů (ATP) jako součást okruhu ATP World Tour 2016. Jednalo se o závěrečný turnaj sezóny v kategorii World Tour Finals.

### Formát
Soutěže dvouhry se účastnilo osm tenistů, z nichž každý odehrál tři vzájemné zápasy v jedné ze dvou čtyřčlenných základních skupin A a B. První dva tenisté z každé skupiny postoupili do semifinále, které bylo hráno vyřazovacím systémem pavouka. První ze skupiny A se utkal s druhým ze skupiny B a naopak. Vítězové semifinále pak nastoupili k finálovému duelu.
Soutěž čtyřhry kopírovala formát dvouhry.
Všechny zápasy dvouhry byly hrány na dva vítězné sety. Ve všech se uplatňoval tiebreak, a to včetně finále. Každé utkání čtyřhry se konalo na dva vítězné sety. Za vyrovnaného stavu 1:1 na sety, rozhodoval o vítězi supertiebreak. Jednotlivé gamy čtyřhry neobsahovaly „výhodu“, ale po shodě vždy následoval přímý vítězný míč gamu.

### Názvy skupin
Stejně jako v předchozím roce pojmenovala ATP skupiny po bývalých vítězích turnaje. V roce 2016 nesly označení pro dvouhru po Johnu McEnroeovi (1978, 1983, 1984) a Ivanu Lendlovi (1981, 1982, 1985, 1986, 1987). Ve čtyřhře získaly pojmenování po sedminásobných šampionech v řadě Petru Flemingovi a Johnu McEnroeovi, respektive švédských tenistech Stefanu Edbergovi a Andersi Järrydovi.

## Body a finanční odměny
| Fáze | dvouhra         | čtyřhra       | body     |
| --- | --------------- | ------------- | -------- |
| vítězové | ZS + $1 560 000 | ZS + $245 000 | ZS + 900 |
| finalisté | ZS + $510 000   | ZS + $83 000  | ZS + 400 |
| za výhru v zákl. skupině | $167 000        | $32 000       | 200      |
| startovné | $167 000        | $82 000       |          |
| náhradníci | $95 000         | $32 000       |          |
| Poznámky |                 |               |          |

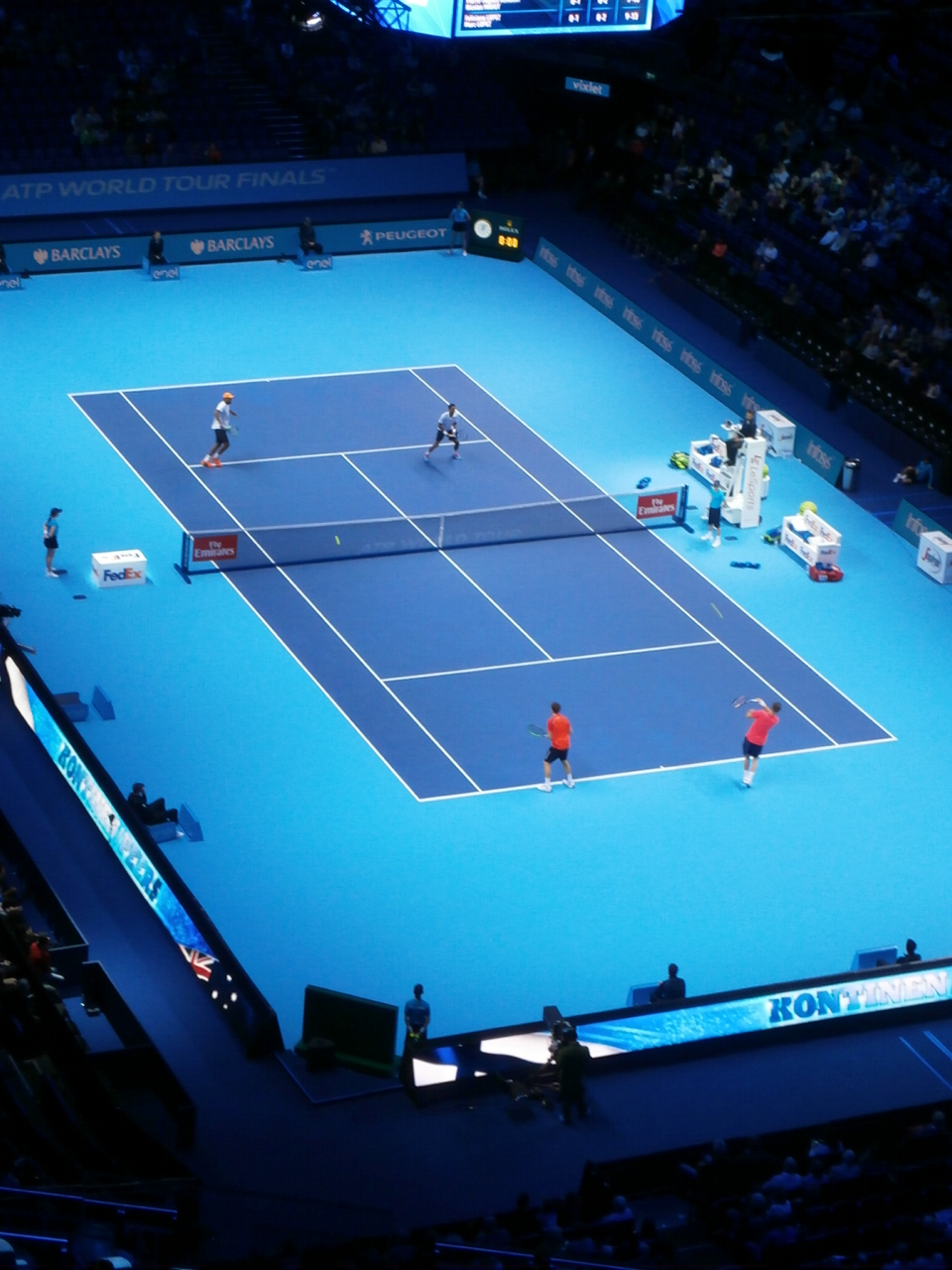
Henri Kontinen a John Peers porazili v základní skupině pár Raven Klaasen a Rajeev Ram po výsledku 6–3 a 6-–4

| - částky uváděny v amerických dolarech ($) - celkový rozpočet 7 500 000 dolarů - ZS – celkové finanční odměny či body získané v základní skupině - finanční odměny ve čtyřhře uváděny na celý pár |                 |               |          |

## Dvouhra

### Předešlý poměr všech vzájemných zápasů
Tabulka uvádí poměr vzájemných zápasů hráčů před turnajem mistrů.
|    |                      | Murray | Djoković | Wawrinka | Raonic | Nišikori | Monfils | Čilić | Thiem | Celkem | Poměr |
| 1. | Andy Murray (GBR)    |        | 10–24    | 9–7      | 8–3    | 7–2      | 4–2     | 11–3  | 2–0   | 51–41  | 73–9  |
| 2. | Novak Djoković (SRB) | 24–10  |          | 19–5     | 7–0    | 10–2     | 13–0    | 14–1  | 3–0   | 90–18  | 61–8  |
| 3. | Stan Wawrinka (SUI)  | 7–9    | 5–19     |          | 4–1    | 4–2      | 2–2     | 10–2  | 2–1   | 34–36  | 45–16 |
| 4. | Milos Raonic (CAN)   | 3–8    | 0–7      | 1–4      |        | 2–5      | 2–3     | 1–1   | 1–0   | 10–28  | 50–15 |
| 5. | Kei Nišikori (JPN)   | 2–7    | 2–10     | 2–4      | 5–2    |          | 3–0     | 7–5   | 2–0   | 23–28  | 57–18 |
| 6. | Gaël Monfils (FRA)   | 2–4    | 0–13     | 2–2      | 3–2    | 0–3      |         | 2–0   | 0–1   | 9–25   | 44–15 |
| 7. | Marin Čilić (CRO)    | 3–11   | 1–14     | 2–10     | 1–1    | 5–7      | 0–2     |       | 0–1   | 12–46  | 47–21 |
| 8. | Dominic Thiem (AUT)  | 0–2    | 0–3      | 1–2      | 0–1    | 0–2      | 1–0     | 1–0   |       | 3–10   | 57–22 |

### Výsledky a body
Tabulka uvádí započítané sezónní výsledky a odpovídající bodový zisk kvalifikovaných hráčů a náhradníků Turnaje mistrů. Desátý hráč žebříčku Tomáš Berdych odmítl stejně jako Jo-Wilfried Tsonga a Nick Kyrgios roli náhradníka.
| žebříček                                                                    | tenista               | Grand Slam | Grand Slam | Grand Slam | Grand Slam | ATP World Tour Masters 1000 | ATP World Tour Masters 1000 | ATP World Tour Masters 1000 | ATP World Tour Masters 1000 | ATP World Tour Masters 1000 | ATP World Tour Masters 1000 | ATP World Tour Masters 1000 | ATP World Tour Masters 1000 | Nejlépe na dalších turnajích | Nejlépe na dalších turnajích | Nejlépe na dalších turnajích | Nejlépe na dalších turnajích | Nejlépe na dalších turnajích | Nejlépe na dalších turnajích | body   | turnajů |
| --------------------------------------------------------------------------- | --------------------- | ---------- | ---------- | ---------- | ---------- | --------------------------- | --------------------------- | --------------------------- | --------------------------- | --------------------------- | --------------------------- | --------------------------- | --------------------------- | ---------------------------- | ---------------------------- | ---------------------------- | ---------------------------- | ---------------------------- | ---------------------------- | ------ | ------- |
| žebříček                                                                    | tenista               | AO         | FO         | WIM        | USO        | IW                          | MI                          | MA                          | RO                          | CA                          | CI                          | ŠH                          | PA                          | 1.                           | 2.                           | 3.                           | 4.                           | 5.                           | 6.                           | body   | turnajů |
| 1.                                                                          | Andy Murray           | F 1200     | F 1200     | Titul 2000 | QF 360     | R32 45                      | R32 45                      | F 600                       | Titul 1000                  | A 0                         | F 600                       | Titul 1000                  | Titul 1000                  | Titul 500                    | Titul 500                    | Titul 500                    | SF 360                       | DC 275                       |                              | 11 185 | 16      |
| 2.                                                                          | Novak Djoković        | Titul 2000 | Titul 2000 | R32 90     | F 1200     | Titul 1000                  | Titul 1000                  | Titul 1000                  | F 600                       | Titul 1000                  | A 0                         | SF 360                      | QF 180                      | Titul 250                    | QF 90                        | R32 10                       |                              |                              |                              | 10 780 | 14      |
| 3.                                                                          | Stan Wawrinka         | R16 180    | SF 720     | R64 45     | Titul 2000 | R16 90                      | R64 10                      | R32 10                      | R16 90                      | SF 360                      | R16 90                      | R16 90                      | R32 10                      | Titul 500                    | Titul 250                    | Titul 250                    | QF 180                       | F 150                        | QF 90                        | 5 115  | 19      |
| 4.                                                                          | Milos Raonic          | SF 720     | R16 180    | F 1200     | R64 45     | F 600                       | QF 180                      | QF 180                      | R32 45                      | QF 180                      | SF 360                      | R16 90                      | SF 360                      | F 300                        | Titul 250                    | QF 180                       | SF 180                       | R16 0                        | R32 0                        | 5 050  | 18      |
| 5.                                                                          | Kei Nišikori          | QF 360     | R16 180    | R16 180    | SF 720     | QF 180                      | F 600                       | SF 360                      | SF 360                      | F 600                       | R16 90                      | A 0                         | R16 90                      | F 300                        | F 300                        | Titul 250                    | R16 45                       | R16 45                       | QF 45                        | 4 705  | 19      |
| 6.                                                                          | Gaël Monfils          | QF 360     | A 0        | R128 10    | SF 720     | QF 180                      | QF 180                      | R32 45                      | R64 10                      | SF 360                      | R16 90                      | R16 90                      | A 0                         | F 600                        | Titul 500                    | F 300                        | SF 180                       | R32 0                        | R16 0                        | 3 625  | 16      |
| 7.                                                                          | Marin Čilić           | R32 90     | R128 10    | QF 360     | R32 90     | QF 180                      | R32 45                      | A 0                         | A 0                         | R32 10                      | Titul 1000                  | R32 10                      | SF 360                      | Titul 500                    | SF 180                       | SF 180                       | F 150                        | F 150                        | QF 90                        | 3 450  | 17      |
| 8.                                                                          | Rafael Nadal          | R128 10    | R32 90     | A 0        | R16 180    | SF 360                      | R64 10                      | SF 360                      | QF 180                      | A 0                         | R16 90                      | R32 10                      | A 0                         | Titul 1000                   | Titul 500                    | SF 180                       | F 150                        | QF 90                        | SF 90                        | 3 300  | 15      |
| 9.                                                                          | Dominic Thiem         | R32 90     | SF 720     | R64 45     | R16 180    | R16 90                      | R16 90                      | R64 10                      | QF 180                      | R32 10                      | QF 180                      | A 0                         | R32 10                      | Titul 500                    | Titul 250                    | Titul 250                    | Titul 250                    | SF 180                       | SF 180                       | 3 215  | 18      |
| 10.                                                                         | Tomáš Berdych         | QF 360     | QF 360     | SF 720     | A 0        | R16 90                      | QF 180                      | QF 180                      | R16 90                      | QF 180                      | R16 90                      | R32 10                      | QF 180                      | Titul 250                    | QF 90                        | SF 90                        | SF 90                        | SF 90                        | R32 10                       | 3 060  | 18      |
| 11.                                                                         | David Goffin          | R16 180    | QF 360     | R16 180    | R128 10    | SF 360                      | SF 360                      | R64 10                      | QF 180                      | R16 90                      | R32 45                      | QF 180                      | R16 90                      | F 300                        | R16 90                       | QF 90                        | SF 90                        | SF 90                        | DC 75                        | 2 780  | 20      |
| 12.                                                                         | Jo-Wilfried Tsonga    | R16 180    | R32 90     | QF 360     | QF 360     | QF 180                      | R32 45                      | R16 90                      | A 0                         | A 0                         | R16 90                      | QF 180                      | QF 180                      | SF 360                       | F 300                        | SF 90                        | QF 45                        | R32 0                        | A 0                          | 2 550  | 15      |
| 13.                                                                         | Nick Kyrgios          | R32 90     | R32 90     | R16 180    | R32 90     | R64 10                      | SF 360                      | QF 180                      | R16 90                      | R64 10                      | R32 45                      | R32 45                      | A 0                         | Titul 500                    | Titul 250                    | Titul 250                    | SF 180                       | SF 90                        | R16 0                        | 2 460  | 17      |
| 14.                                                                         | Roberto Bautista Agut | R16 180    | R16 180    | R32 90     | R32 90     | R32 45                      | R16 90                      | R16 90                      | R32 45                      | A 0                         | R64 10                      | F 600                       | R32 10                      | Titul 250                    | Titul 250                    | F 150                        | R16 90                       | QF 90                        | QF 90                        | 2 350  | 19      |
| kvalifikovaný, ale turnaj se nezúčastnil náhradník nepřijal roli náhradníka |                       |            |            |            |            |                             |                             |                             |                             |                             |                             |                             |                             |                              |                              |                              |                              |                              |                              |        |         |

| Legenda | Legenda                  | Legenda | Legenda             |
| ------- | ------------------------ | ------- | ------------------- |
| A       | neúčast hráče na turnaji | R64     | 64 hráčů v kole     |
| QF      | prohra ve čtvrtfinále    | R32     | 32 hráčů v kole     |
| SF      | prohra v semifinále      | R16     | 16 hráčů v kole     |
| F       | prohra ve finále         | Titul   | vítězství v turnaji |

## Přehled finále

### Mužská dvouhra
- Andy Murray vs.  Novak Djoković, 6–3, 6–4

### Mužská čtyřhra
- Henri Kontinen /  John Peers vs.  Raven Klaasen /  Rajeev Ram, 2–6, 6–1, [10–8]